# Sonnerup Skov
Sonnerup Skov är en skog i Danmark. Den ligger i Region Själland, i den östra delen av landet. Sonnerup Skov ligger på ön Sjælland. Norr om skogen ligger havet, på västra och östra sidan samhällen och i syd jordbruksmark.